# Mamadou Yougos Kone
 (août 2025).
Mamadou Yougos Kone est un arbitres international de maracana et un acteur culturel burkinabè. 

## Biographie

### Étude, enfance et début
Mamadou Yougos Koné est originaire de Banfora, située dans la région des Cascades au Burkina Faso. Il a passé son enfance en Côte d'Ivoire avant de retourner dans son pays natal, le Burkina Faso.

## Parcours professionnel
Passionné de sport et de culture, Mamadou Yougos Koné s'est perfectionné dans l'arbitrage des compétitions de maracana, remportant le prix du meilleur arbitre Marramonde en 2024 à Abidjan, en Côte d'Ivoire. Dans le domaine culturel, il a joué un rôle clé dans la réussite de plusieurs événements majeurs, tels que les concerts de Tanya, Kayawoto, Amzy et Reman, organisés au stade municipal Issouffou Joseph Conombo de Ouagadougou.

## Distinction
2022 :Influenceur de l'année
2023: Influenceur de l'année
2024: Meilleur arbrite Marramonde ,

## Note et référence
1. ↑  « Coupe du Monde de Maracana: Mamadou Yougos Koné élu meilleur arbitre », sur Intégration BF (consulté le 6 février 2025)
2. ↑  Parfait Fabrice SAWADOGO, « Concert « Résilience »: Le comité d’organisation prêt à 98% », sur Infos Culture du Faso, 4 juin 2024 (consulté le 6 février 2025)
3. ↑  Parfait Fabrice SAWADOGO, « 12 PCA 2023 : Infos Culture du Faso s'adjuge le trophée du journaliste culturel de l'année », sur Infos Culture du Faso, 29 janvier 2023 (consulté le 6 février 2025)
4. ↑  Abdoul Gani Barry, « 12 PCA 2023 : L’effort et la résilience des acteurs culturels en 2022 récompensés », sur Burkina24.com - Actualité du Burkina Faso 24h/24, 28 janvier 2023 (consulté le 6 février 2025)
5. ↑  Wamini SIDWAYA, « Mondial de Maracana 2024: le Burkinabè Mamadou Yougos Koné sacré meilleur arbitre », sur Quotidien Sidwaya, 7 octobre 2024 (consulté le 6 février 2025)
6. ↑  « Coupe du monde de Maracana : Le Burkinabè Mamadou Yougos Koné désigné meilleur arbitre - aOuaga.com Flash Info », sur aOuaga.com (consulté le 6 février 2025)